# جان فیلیپ سوزا
ژان فیلیپ سوزا (به انگلیسی: John Philip Sousa) (زادهٔ ۶ نوامبر ۱۸۵۴ — درگذشتهٔ ۶ مارس ۱۹۳۲) آهنگساز و رهبر ارکستر اهل ایالات متحدهٔ آمریکا بود که در سبک رمانتیک فعالیت می‌کرد. سوزا در طول عمر هنریِ خود تعداد زیادی مارش نظامی و حدود ۱۵ اُپِرِت نوشت.